# Escarlate de Biebrich
Escarlate de Biebrich (C.I. 26905) é um corante diazóico, aniônico, usado na formulação do corante tricromo de Lillie e no corante de Shorr. É comercializado como sal dissódico. Apresenta-se como um pó castanho avermelhado a amarelo e em solução com um forte vermelho. Ele tinge lã e seda de um vermelho carmim. Foi descoberto em 1878 por Rudolf Nietzki e em 1879 a empresa Kalle, em Wiesbaden-Biebrich, passou a produzí-lo industrialmente. O escarlate de Biebrich foi o primeiro corante de estrutura diazóica (dita diazo) produzido comercialmente.

Apresenta ligação específica com sítio específico da α-quimotripsina.
Estudos espectroscópicos indicam que o sendo um corante aniônico, liga-se em policátions de uma maneira análoga à corantes catiônicos sobre poliânions, interagindo com a histona.

## Produção
O escarlate de Biebrich (5) é obtido por diazotação de ácido sulfanílico (1) e acoplamento subsequente a ácido ortanílico(2). Para evitar a formaçõa de triazenos pode-se reagir o grupo amino da estrutura do ácido ortanílico através de proteção com aduto de formaldeído/bissulfito. O composto monoazo resultante (4) é rediazotado e acoplado a β-naftol (4).